# Acqualoreto
Acqualoreto is een plaats (frazione) in de Italiaanse gemeente Baschi.